# Dardo (БМП)
Dardo (італ. combattimento fanteria Dardo) (укр. Стріла) — італійська бойова машина піхоти консорціуму  компаній Iveco (корпус, мотор), FIAT i OTO Melara (озброєння, системи керування вогнем), що мала замінити в Італійській армії (італ. Esercito Italiano) VCC-1 Camillino на базі M113.

## Історія
Розробка консорціуму кінця 1980-х років VCC-80 мала стати єдиним шасі для панцирних машин різного призначення. На її базі 1998 планували виготовити 500 БМП для сухопутних військ Італії. Серійне виробництво тривало у 2001-2005 роках. Через фінансові проблеми виготовили 200 машин БМП Dardo, які не експортувались до інших країн. Решту 300 шасі заплановано використати з іншим призначенням (носій ПТКР BGM-71 TOW, 120-мм мінометів).

### Конструкція
У чільній частині БМП розміщено моторно-трансмісійне відділення, у центральній бойове, у задній десантне для 6 військових. Система наведення дозволяє вести стрільбу командиру і навіднику. Гільзи при стрільбі викидаються назовні через спеціальний люк у лівій частині вежі.
Зварний корпус з панцирних алюмінієвих плит зовні покрито стальними панцирними листами. Чільна частина БМП витримує попадання 25-мм підкаліберних набоїв типу APDS-T, що відповідає 5 рівню захисту стандарту STANAG 4569. Борти витримують 14,4-мм кулі. Передбачена можливість встановлення динамічного захисту чи навісного пасивного (added-on passive armor) з масою БМП до 26 т. На БМП встановлено при модернізації ІЧ-перископ наведення Galileo Avionoca, комплекс навігації і управління SICCONA. Розглядається можливість покращення протимінного захисту, комплекти зменшення ІЧ і електромагнітної помітності машин, мотор з потужністю до 620 к.с., гідропневматична підвіска, подовжений корпус.

## Див. також

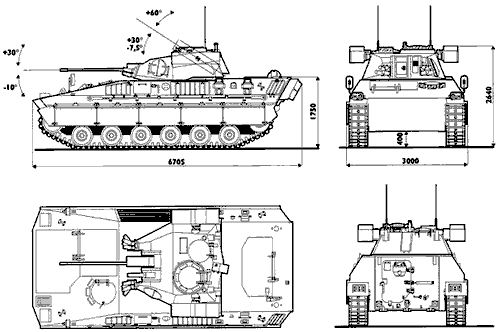
Схема БМП Dardo

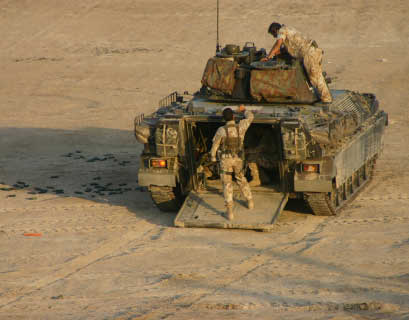
Pflysq k.r